# Cornelis Ekama
Cornelis Ekama (n. 31 martie 1773 la Paesens, Dongeradeel – d. 24 februarie 1826 la Leyden) a fost un matematician, fizician, astronom și teolog reformat neerlandez.
Tatăl său, preot protestant i-a oferit o educație școlară elementară.
În 1796 devine pastor pe insula Schouwen.
În 1800 și-a luat doctoratul la Universitatea din Franeker (Franekeradeel).
Devenit cunoscut prin lucrările sale de matematică, este ales membru al Societății de Matematică.
În 1805 devine profesor de astronomie, în 1811 profesor la Universitatea din Leiden, ca un an mai târziu să intre la Institutul din Amsterdam.
A fost membru al Societăților de Savanți din Haarlem, Middelburg, Utrecht și Rotterdam.
A dat o soluție problemei lui Henricus Aeneae.
A colaborat la redacția publicațiilor Kosten Letterbode și Annuaire nautique.

## Scrieri
- 1809: De Frisia, ingeniorum mathematicorum imprimis fertili
- De insignium qui in scientia astronomica facti sunt progressum fondamentis, a sumis in re mathematica et astronomica (Leyden).

1. 1 2  Cornelis Ekama, KNAW Past Members, accesat în 9 octombrie 2017
2. 1 2  Cornelis Ekama (în neerlandeză), Biografisch Portaal
3. 1 2 3  Leidse Hoogleraren, accesat în 19 iunie 2019
4. ↑  Leidse Hoogleraren, accesat în 27 martie 2021
5. 1 2  Genealogia matematicienilor